# Xin Chào, Khải-Lan
Xin Chào, Khải-Lan (Ni Hao, Kai-Lan) là một bộ phim truyền hình hoạt hình giáo dục của Mỹ được tạo ra bởi Karen Chau. Nhà thám hiểm Dora đã trở thành một bộ phim thường xuyên vào năm 2008. Chương trình được thực hiện trên mạng truyền hình cáp Nickelodeon, bao gồm cả kênh Nick Jr. có liên quan.

## Nhân vật
- Chu Khải-Lan (tiếng Trung: 周凯兰; bính âm: Zhōu Kǎi Lán) - Sinh 8 tháng 11 năm 2001. 6 tươi. Người Trung Quốc.
- Rintoo (tiếng Trung: 林图; bính âm: Lín tú) - là một con hổ vàng 6 tuổi 24 tháng 7 năm 2001.